# Acolasis polynoe
Coenipeta polynoe là một loài bướm đêm trong họ Erebidae.